# Marone
Marone là một đô thị thuộc tỉnh Brescia trong vùng Lombardia ở Ý. Đô thị này có diện tích 22 km², dân số 3057 người.
Đô thị này có các làng sau: Ariolo, Collepiano, Monte Marone, Ponzano, Pregasso, Vesto, Vello.
Đô thị này giáp với các đô thị sau: Gardone Val Trompia, Marcheno, Monte Isola, Parzanica, Pisogne, Riva di Solto, Sale Marasino, Zone.